# Helmut Hellmessen
Helmut Hellmessen (* 9. Dezember 1924 in Karlsbad, Tschechoslowakei; † 25. Juli 2021 in Frankfurt am Main) war ein deutscher Grafiker, Illustrator, Diplom-Designer, Zeichner und Maler.

## Leben
Helmut Hellmessen war Sohn des Speditionskaufmanns Richard Hellmessen und seiner Ehefrau Helga Hellmessen, geb. Zettl. Er besuchte Schulen in Aussig und Prag. 1942 lernte er an einer Wirtschaftsoberschule.
1943–1945 war er als Soldat in Russland und Schlesien und geriet in Eger in Amerikanische Gefangenschaft. Nach dem Kriegsdienst, 1945–46 Zwangsarbeitslager in Brüx und Zwangsaussiedlung („Vertreibung“) kam er 1947 nach Hessen.
Von 1948 bis 1953 absolvierte er die Ausbildung zum Diplom-Designer mit Staatsexamen an der Werkkunstschule Offenbach, der heutigen Hochschule für Gestaltung Offenbach am Main, bei Hans Bohn angewandte Grafik, freie Grafik und Malerei bei Hans Schminke (1908–1990) und Gottfried Diehl (* 26. Mai 1896 in Frankfurt am Main; † 16. Mai 1956 in Offenbach). Nach seinem Examen 1954–1956 nahm er eine Stelle als Atelierleiter bei einem Pressedienst in Frankfurt am Main an. Im Jahre 1957 wechselte er in die berufliche Selbständigkeit mit dem Schwerpunkt einer Lehrtätigkeit an Volkshochschulen, in Galerien sowie bei Sommerkursen und ähnlichen Gelegenheiten und arbeitete einige Jahre als Illustrator und Werbegrafiker.
Seit 1964 lebte er in Dörnigheim am Main in der Hermann-Löns-Straße 7, heute ein Stadtteil von Maintal im Main-Kinzig-Kreis. Im gleichen Jahr unterstützte er in unregelmäßigen Abständen die 1963 neu gegründete Zeitschrift Illustration 63 von Curt Visel (seinem späteren Verleger) aus Memmingen mit Original signierten Werken. Im Jahre 1978 wurde er Leiter des Kurses für Radierung an der Hanauer Volkshochschule und begann 1985 seine Lehrtätigkeit als Dozent bei der Internationalen Sommerakademie Moosburg.
Helmut Hellmessen verstarb im Alter von 96 Jahren am 25. Juli 2021 in Frankfurt am Main, sein Grab befindet sich auf dem Neuen Friedhof Maintal-Dörnigheim.

## Künstlerisches Werk und Ausstellungen
Umfangreich ist sein zeichnerisches Werk, das sich aus surrealen wie mythologischen Motiven speist. Daneben gibt es Rückgriffe auf Gebäude und Personen seiner böhmischen Heimat sowie Impressionen von Reisen. Die wenigen, meist großformatigen Gemälde bleiben Ausnahmen:
- Erster Druck 1994 einer Groß-Radierung einer Straßenwalze (2,50 × 1,00 m), für eine Demonstration auf der Bundesstraße in Moosburg (Österreich)
- Das Urteil des Paris 1994 (Rathaus der Stadt Maintal)
- Kreuzigung 1996 (Kath. Kirche Allerheiligen Dörnigheim)
- Ikarus 1997 (Egerlandmuseum Marktredwitz)

Das gesamte Œuvre seit 1948 bis 2021 umfasst etwa 6400 Druckgrafiken, Holzschnitte, Linolschnitte Lithografien, Siebdrucke, Radierungen, Figur- und Portraitzeichnungen.
Über mehrere Jahrzehnte hatte er mehr als 350 Einzelausstellungen und Ausstellungsbeteiligungen International, in Westdeutschland und im europäischen Ausland.
Beteiligung an Ausstellungen in Tel Aviv, Peking, Kairo, Darmstadt, Aschaffenburg, Frankfurt am Main, Hanau, Leipzig, Stuttgart, Jaroslawl, Krakau, Alexandria, Rijeka, Mailand, Lyon, Bern, Český Krumlov, Thessaloniki und Katerini.

### Ausstellungen (Auswahl)
- 1975 Galerie-Edition Volker Huber, Frankfurt am Main
- 1977 Galerie-Edition Monika Beck, Homburg/Saar
- 1982 Galerie Rafael/Gres, Frankfurt am Main
- 1986 Galerie Historisches Rathaus, Maintal 2
- 1987 Kunstforum, Seligenstadt am Main
- 1988 Kommunale Galerie, Frankfurt am Main
- 1991 Museum Schloss Philippsruhe, Hanau
- 1992 Galerie Reus, Hanau
- 1992 Galerie Kunst-Form, Langenselbold
- 1994 Alfred-Kubin-Galerie im Sudetendeutschen Haus, München; Galerie 88, Hanau
- 1996 Galerie der Heussenstamm-Stiftung, Frankfurt am Main
- 1997 Galerie Kunstform, Obertshausen: Rathaus, Mainz; Galerie der Stadt Wendlingen am Neckar
- 1999 Künstlerhaus, München; Messegelände, Nürnberg; Maintal-Galerie, Hochstadt
- 2000 Stift Tepl (Tschechische Republik)
- 2001 Balthasar-Neumann-Haus, Eger (Tschechische Republik)
- 2002 Kunst und Buch, Marktredwitz; Hotel Pupp, Karlsbad (Tschechische Republik)
- 2003 Haus der Heimat, Wiesbaden
- 2004 80 Jahre Helmut Hellmessen „Ein Leben für die Kunst“
- 2005 „Im Zeichen des Kreuzes“, Maintal
- 2006 „60 Jahre Vertreibung“, Wiesbaden
- 2007 „Erzwungene Wege“, Paulskirche, Frankfurt am Main
- 2008 „Vertreibung“, Stiftung Deutschlandhaus, Berlin
- 2009 „Künstlerportraits – Preisträger 1977-2008“, Gelnhausen

## Auszeichnungen und Ehrungen
- 1979: Ehrendiplom „Hommage à Altdorfer“ der Stadt Wörth an der Donau
- 1981: Sudetendeutscher Kulturpreis für bildende Kunst und Architektur
- 1981: Studienpreis der Heussenstamm-Stiftung[7]
- 1984: Herwig-Schopper-Stipendium der Sudetendeutschen Akademie
- 1988: Kulturpreis des Main-Kinzig-Kreises[8]
- 1989: Silberne Medaille der Stadt Maintal
- 1992: 1. Preis „Mensch und Landschaft“ der Autorengalerie Weinstadt
- 1999: Pygmalion-Medaille der Kunststiftung der Wirtschaft e.V.
- 2004: Egerländer Kulturpreis „Johannes-von-Tepl“
- 2010: Adalbert-Stifter-Medaille der Sudetendeutschen Landsmannschaft
- 2011: Ehrenbürgerschaft der Stadt Maintal
- 2016: Großer Sudetendeutscher Kulturpreis[1]

## Mitgliedschaften
- Berufsverbandes Bildender Künstler, Frankfurt am Main
- Neue Darmstädter Sezession
- Jean-Gebser-Akademie für bildende Künste, Leipzig
- Bund deutscher Buchkünstler, Offenbach
- Künstlergilde Esslingen
- Sudetendeutschen Akademie der Wissenschaften und Künste, München[1]

## Veröffentlichungen und Literatur (Auswahl)
- Die schönsten Kinderlieder der Welt (Hrsg. Paul Frischauer Verlag Knauer 1972). Mit 62 meist farbigen Illustrationen von Helmut Hellmessen
- Stadt Maintal (Hrsg.): Helmut Hellmessen, Werkkatalog der Druckgrafik 1950 – 1986. Maintal 1986.
- Helmut Hellmessen: Werkverzeichnis der Druckgrafik 1986 – 2001. Edition Curt Visel, Memmingen 2001, ISBN 3-922406-93-9.
- Nora Adamo (Hrsg.): Helmut Hellmessen, Zeichnungen. Edition und Verlag galerie 88, Hanau o. J.
- Helmut Hellmessen: Prag. Edition Curt Visel Memmingen 1996, ISBN 3-922406-69-6.
- Helmut Hellmessen: Rom. Edition Curt Visel Memmingen 1999, ISBN 3-922406-86-6.
- Helmut Hellmessen: Provence. Edition Curt Visel Memmingen 2000, ISBN 3-922406-90-4.
- Helmut Hellmessen: Skizzenbuch der Vertreibung Edition Curt Visel Memmingen ISBN 3-922406-69-6.